# Relatos santacrucinos
Relatos santacrucinos es un libro de cuentos del escritor peruano Julio Ramón Ribeyro. Forma parte de La palabra del mudo y nunca fue editado como libro individual. Fue su último libro de cuentos.
En este volumen los textos tienen un carácter fuertemente autobiográfico. El título hace referencia a la vida del autor durante su infancia y adolescencia en el barrio de Santa Cruz, en el distrito de Miraflores, en la ciudad de Lima, y su época escolar en el colegio Champagnat, durante la década de 1940.

## Cuentos
La obra está compuesta por diez cuentos:
- Mayo 1940.
- Cacos y canes.
- Las tres gracias.
- El señor Campana y su hija Perlita.
- El sargento Canchuca.
- Mariposas y cornetas.
- Atiguibas.
- La música, el maestro Berenson y un servidor.
- Tía Clementina.
- Los otros,